# Aspila phloxiphaga
Aspila phloxiphaga là một loài bướm đêm trong họ Noctuidae.